# Wolchŏng sa
Wolchŏng sa (월정사 Klasztor Istoty Księżyca) – koreański klasztor.

## Historia klasztoru
Założycielem klasztoru był Chajang w roku 643. Początkowo była to mała pustelnia nazwana Chŏngmyŏlbogung. Legenda opisuje jak powstała. Chajang śpiewał nad stawem przed figurą bodhisattwy licząc na to, że zobaczy bodhisattwę Mańdziuśriego. Po siedmiu dniach praktyki miał wizję, w trakcie której Budda dał mu wiersz z czterema sanskryckimi wersami. Następnego dnia zjawił się jakiś mnich, który zapytał, czemu Chajang jest taki blady i zmartwiony. Chajang wyjaśnił, że otrzymał wiersz, którego nie rozumie. Tajemniczy mnich wyjaśnił mu tekst i powiedział, że powinien udać się na górę Odae, gdzie zobaczy 10000 Mańdziuśrich. Po kolejnych siedmiu dniach śpiewów, pojawił się smok, który wyjaśnił, że ów mnich, to właśnie był bodhisattwa Mańdziuśri i teraz Chajang musi iść na górę Odae wybudować świątynię. Chajang wyruszył w drogę i w 643 r. dotarł do góry Odae. Panowała tam taka mgła, że Chajang niczego nie widział i w ciągu trzech dni wybudował tylko małą chatkę. To był początek klasztoru, który znajduje się na wschodnim zboczu góry Odae.
Po śmierci Chajanga zamieszkał w tej pustelni świecki wyznawca Shinyo, uważany za wcielenie bodhisattwy Yudonga. Następnie w IX wieku przybył tam Shinui, uczeń mistrza sŏn i założyciela szkoły sagul T'onghyo Pŏmila, który odbudował pustelnię. Stopniowo pustelnia była rozbudowywana i w końcu stała się klasztorem. W XIX wieku był już dość sporych rozmiarów, tak że praktykowało w nim ponad stu mnichów.
Był to ostatni klasztor, w którym przebywał Kyŏnghŏ Sŏng'u (1849–1912) przed jego zniknięciem z publicznego życia w 1903 r.
W ciągu swojej historii klasztor był kilkakrotnie palony, ostatni raz w czasie wojny koreańskiej w latach 1950-1953, kiedy armia koreańska zniszczyła dziesięć budynków, gdyż ukrywali się w niej komuniści z północy.
Klasztor jest parafialna świątynią chogye, który administruje 60 innymi klasztorami.

## Znane obiekty
- Dziewięciokondygnacyjna oktagonalna (ośmiokątna) kamienna stupa (15.2 metra wysokości) - Skarb Narodowy nr 48

## Adres klasztoru
- 63-2 Dongsan-ri, Jinbu-myeon, Pyeongchang-gun, Gangwon-do, Korea Południowa

## Galeria

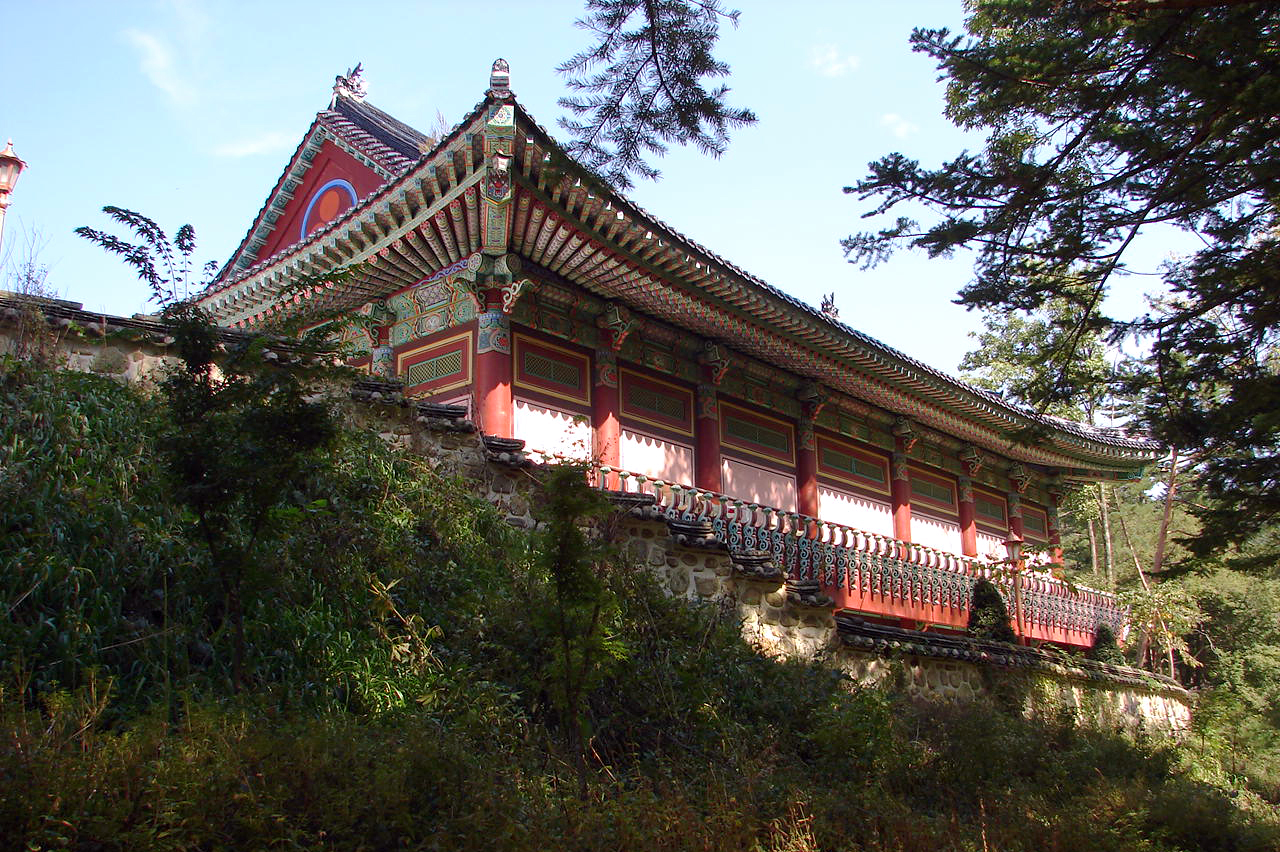
Brama wejściowa
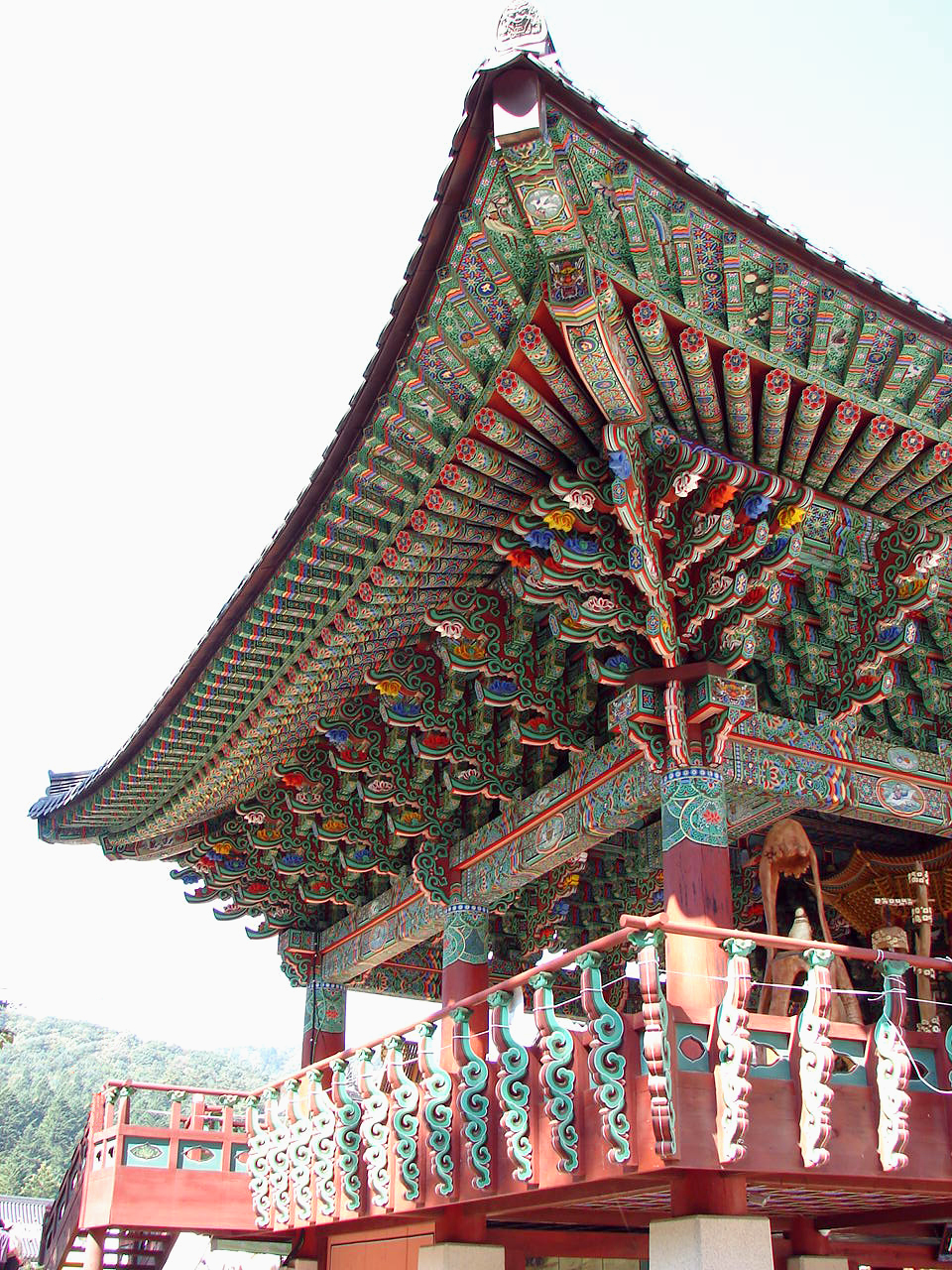
Szczegół architektoniczny bramy
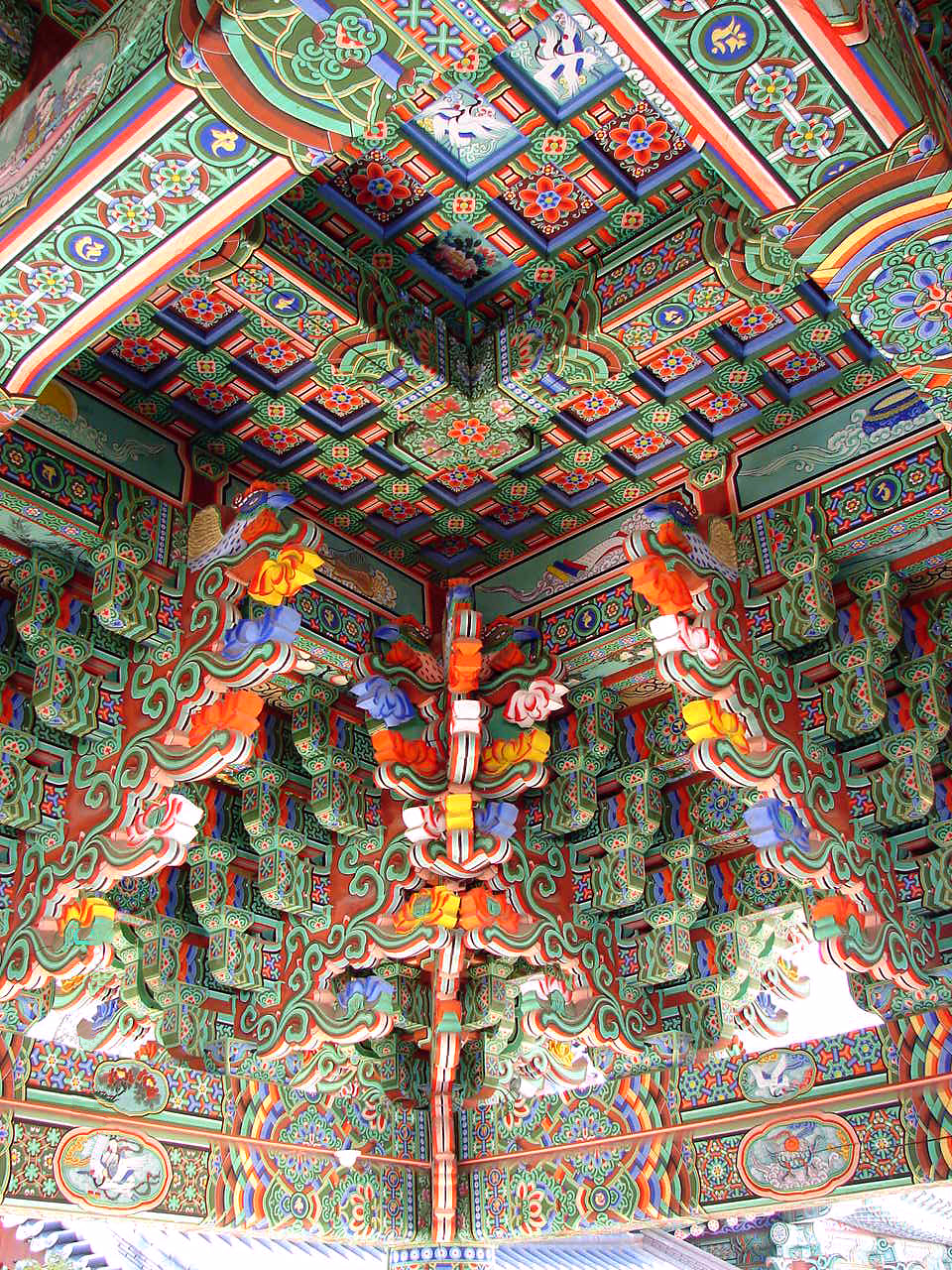
Strop - architektura bramy
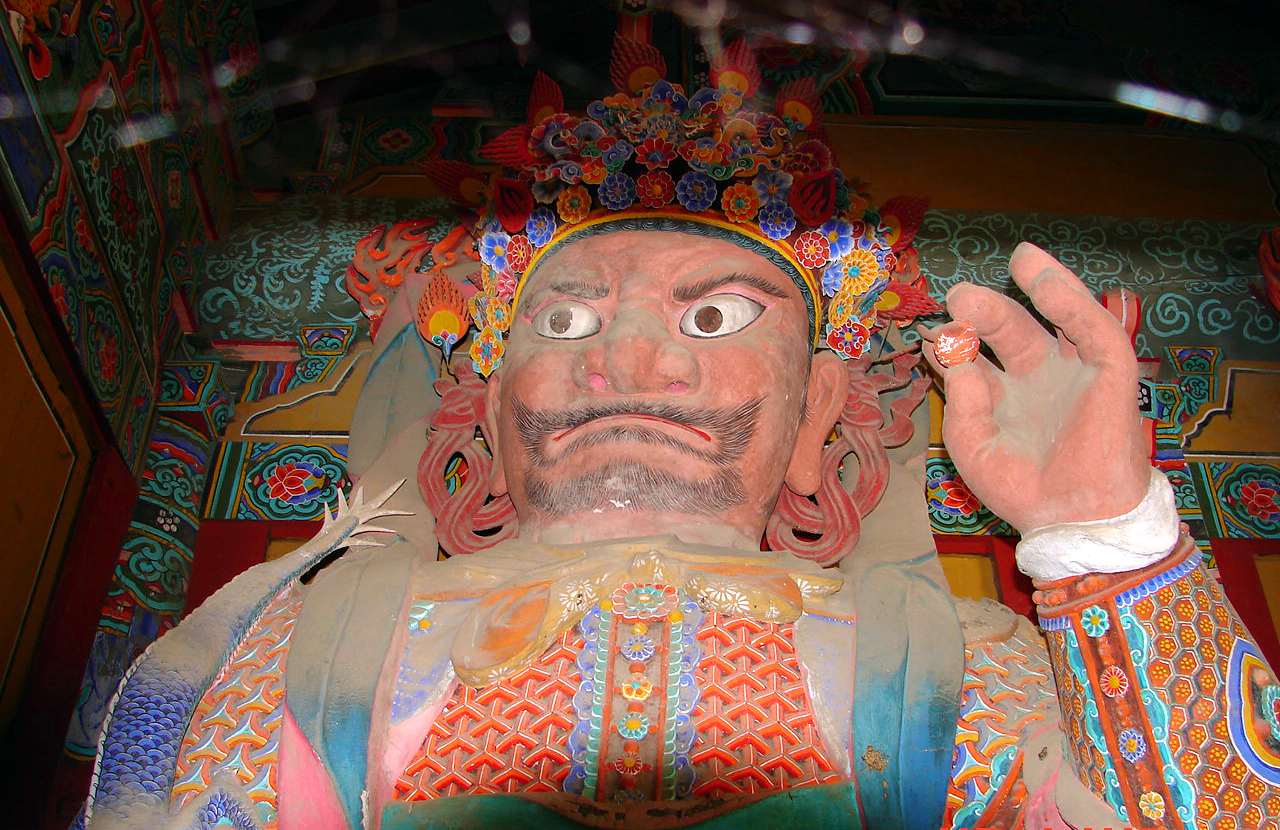
Virūpāksa - jeden z obrońców w bramie
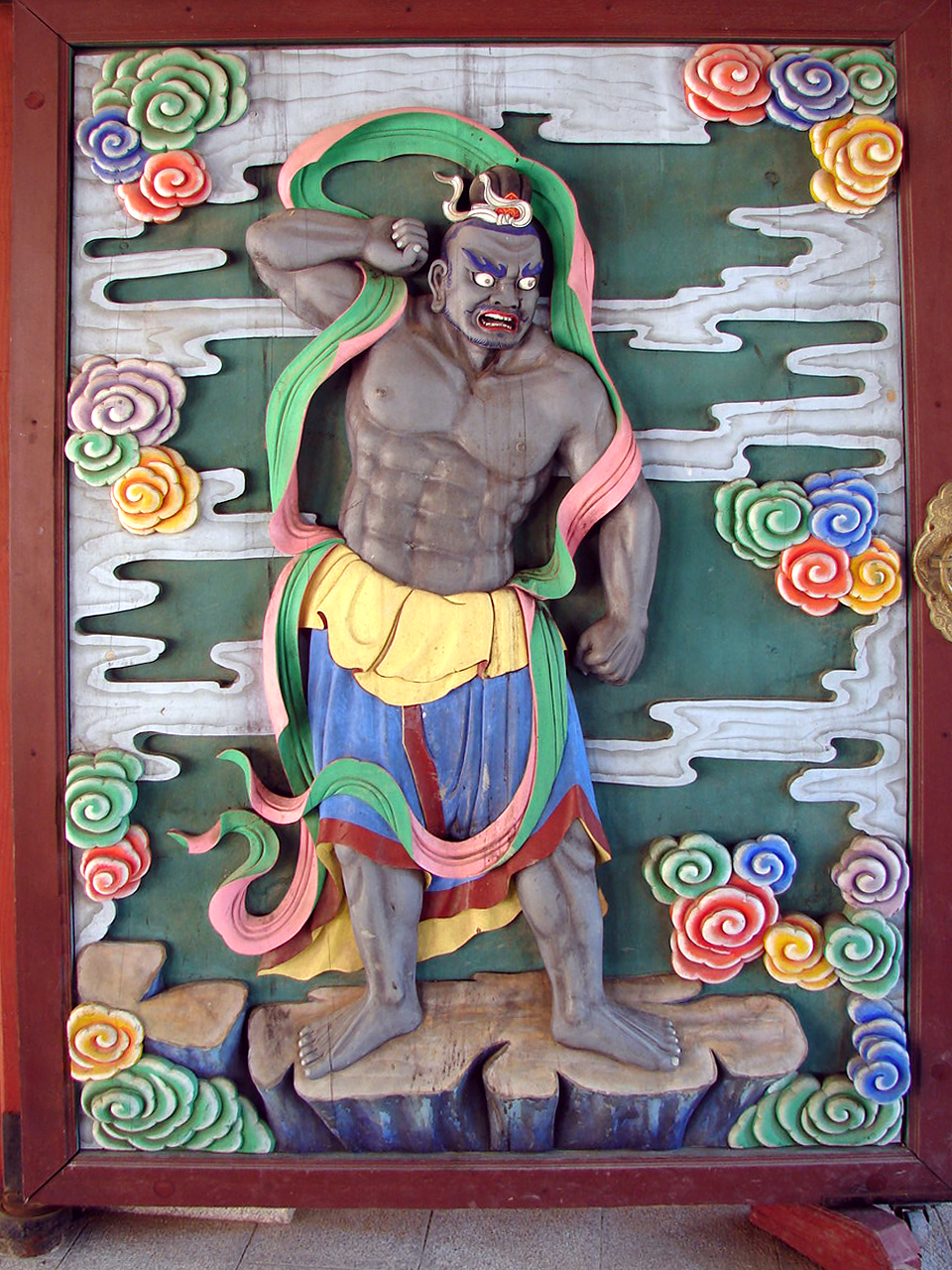
Relief w bramie
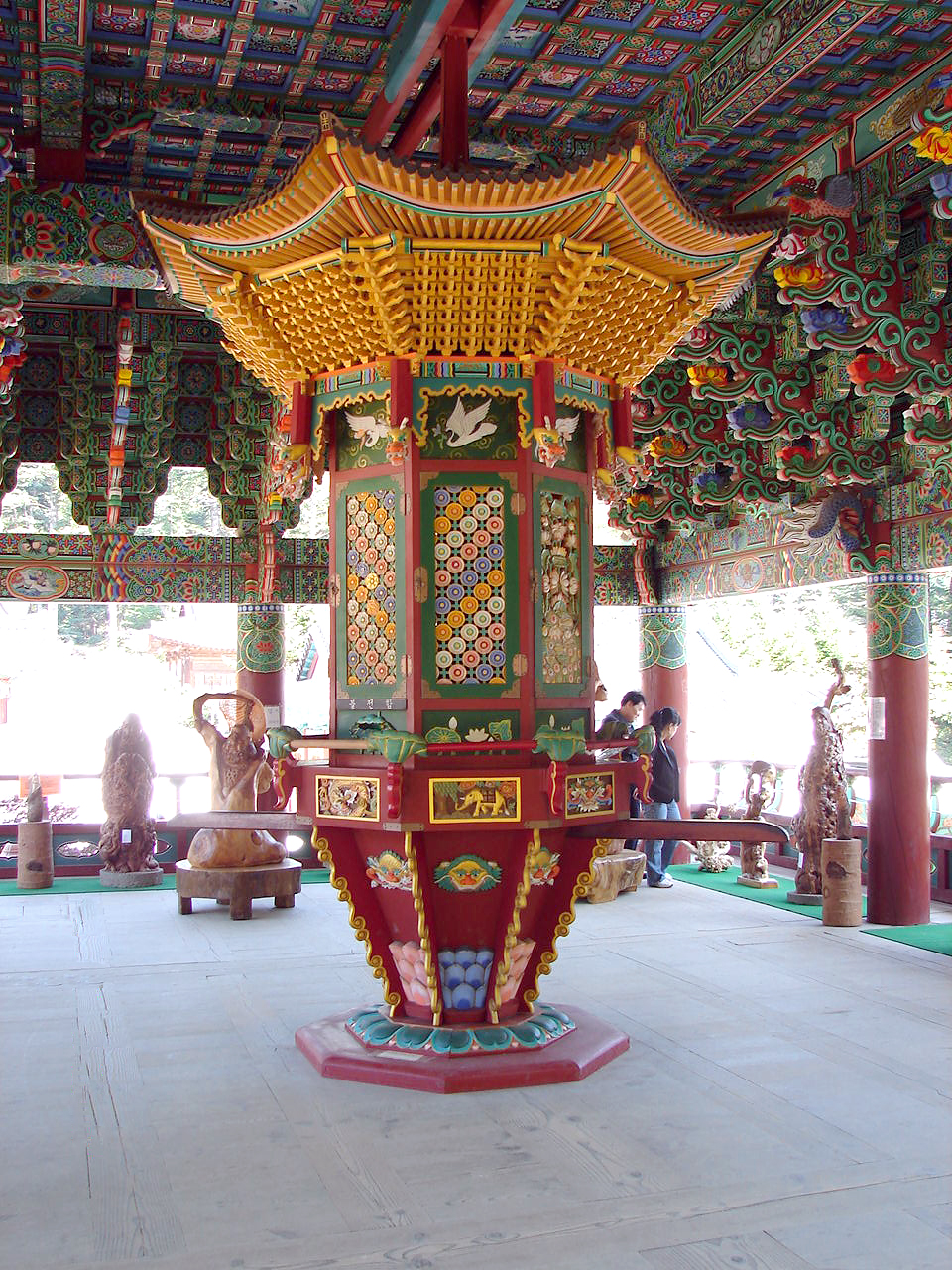
Na piętrze bramy
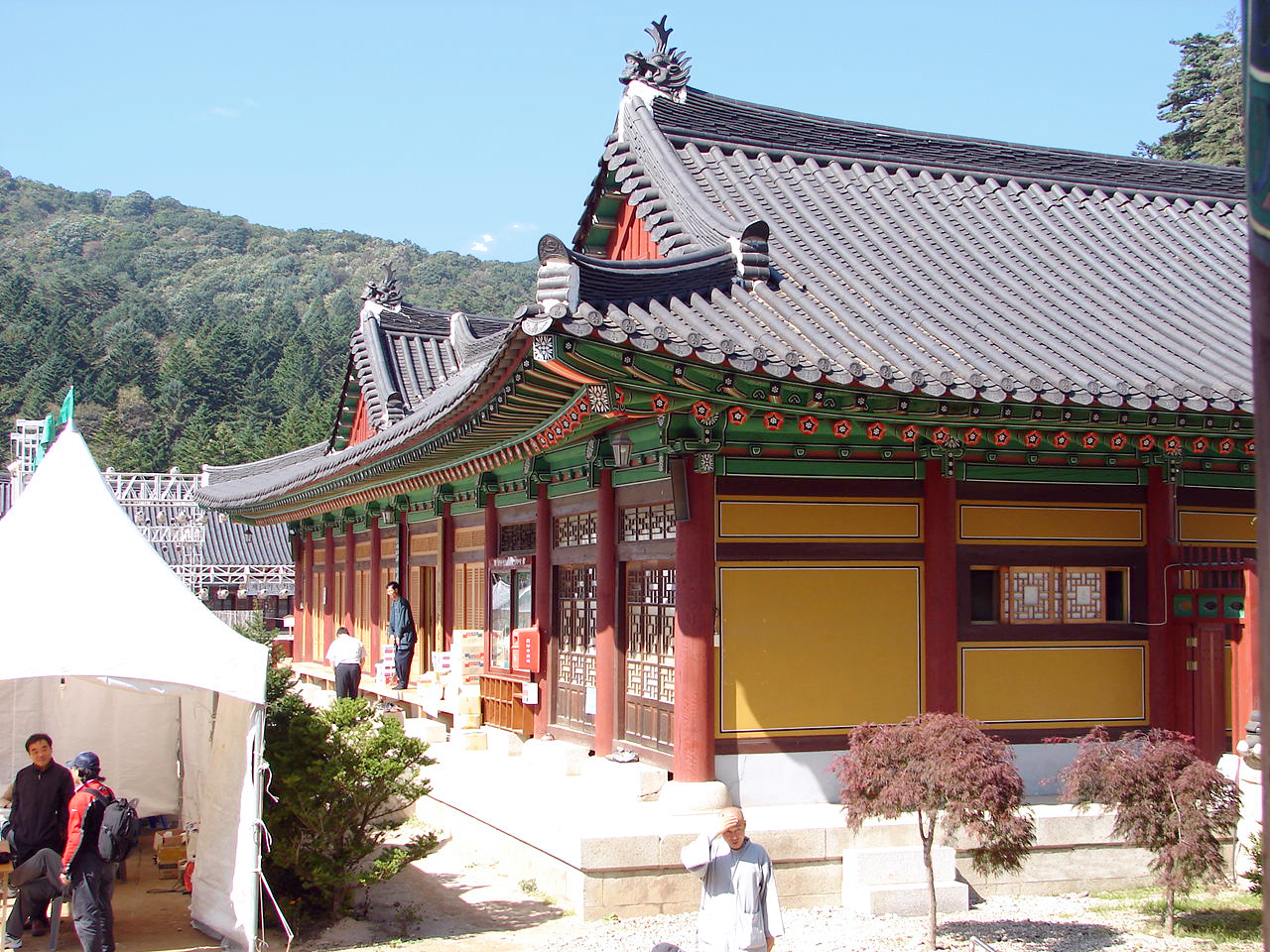
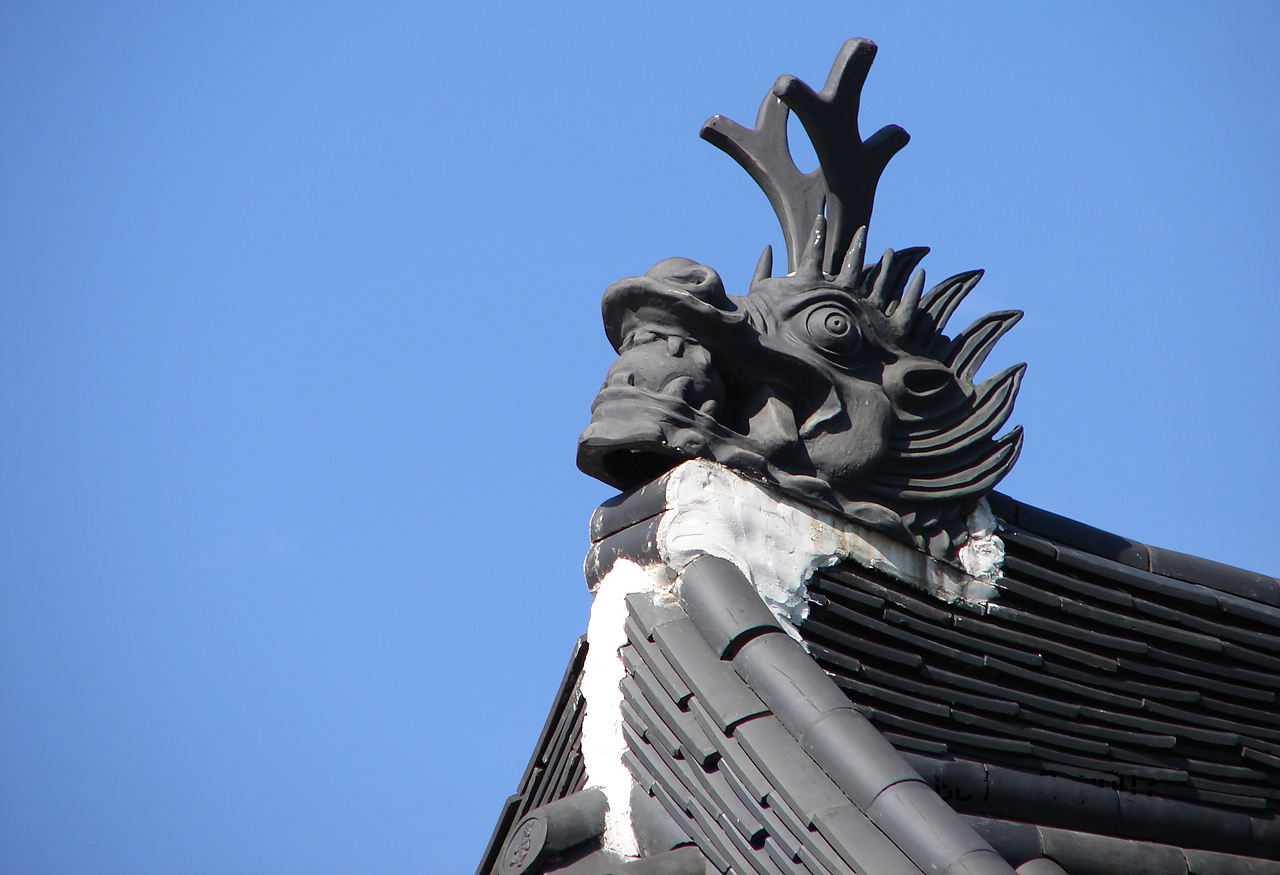
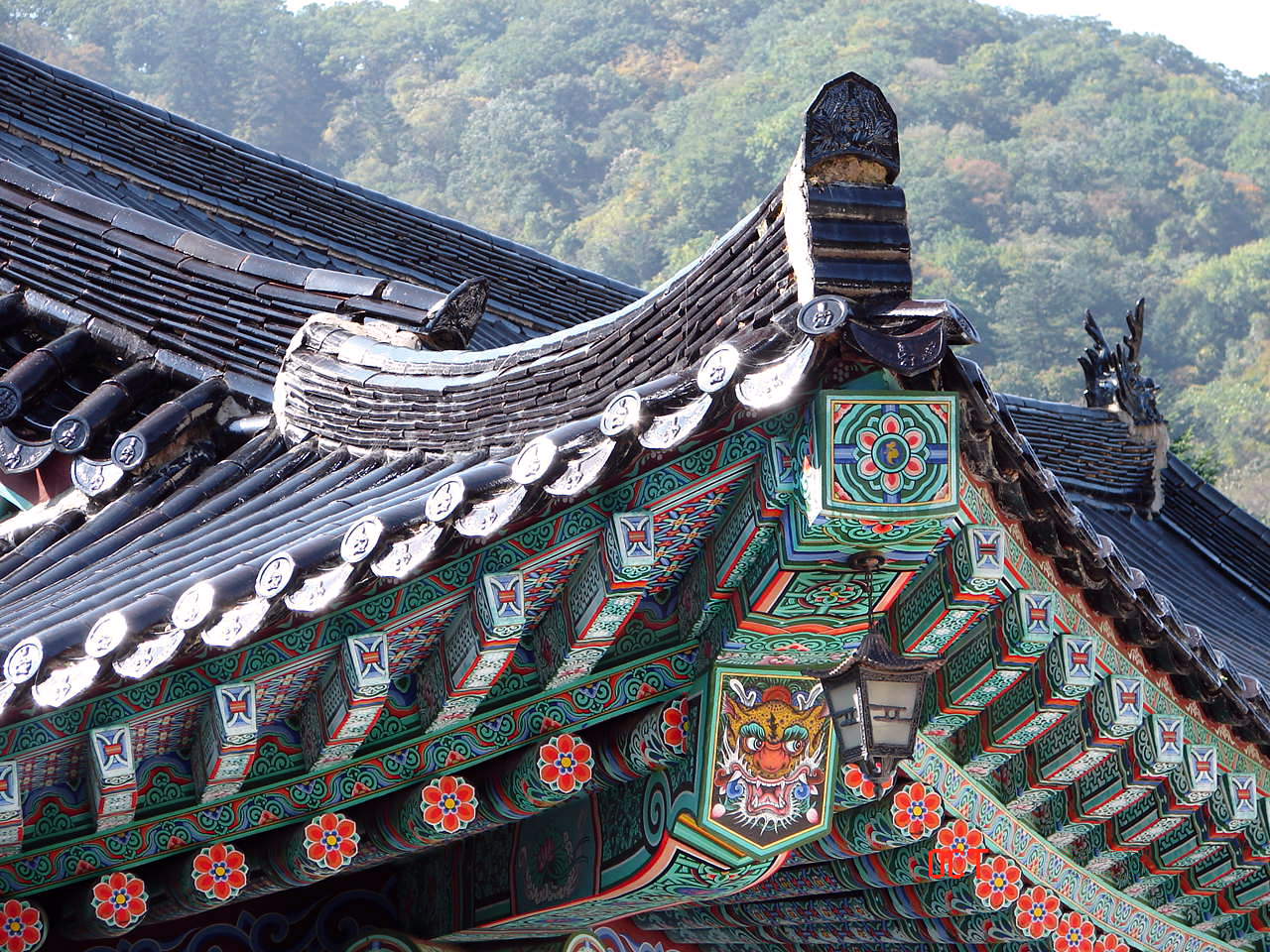
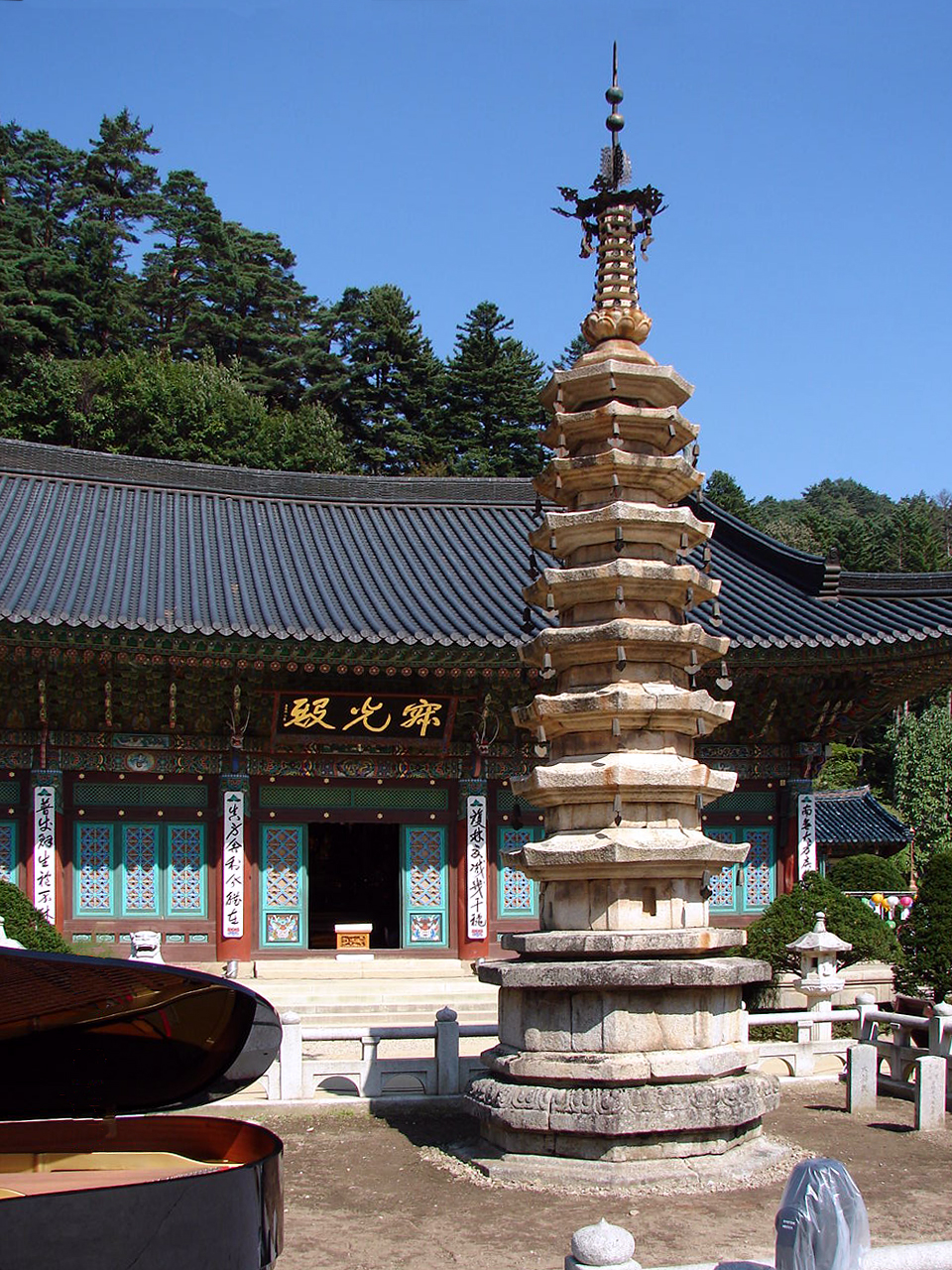
Stupa
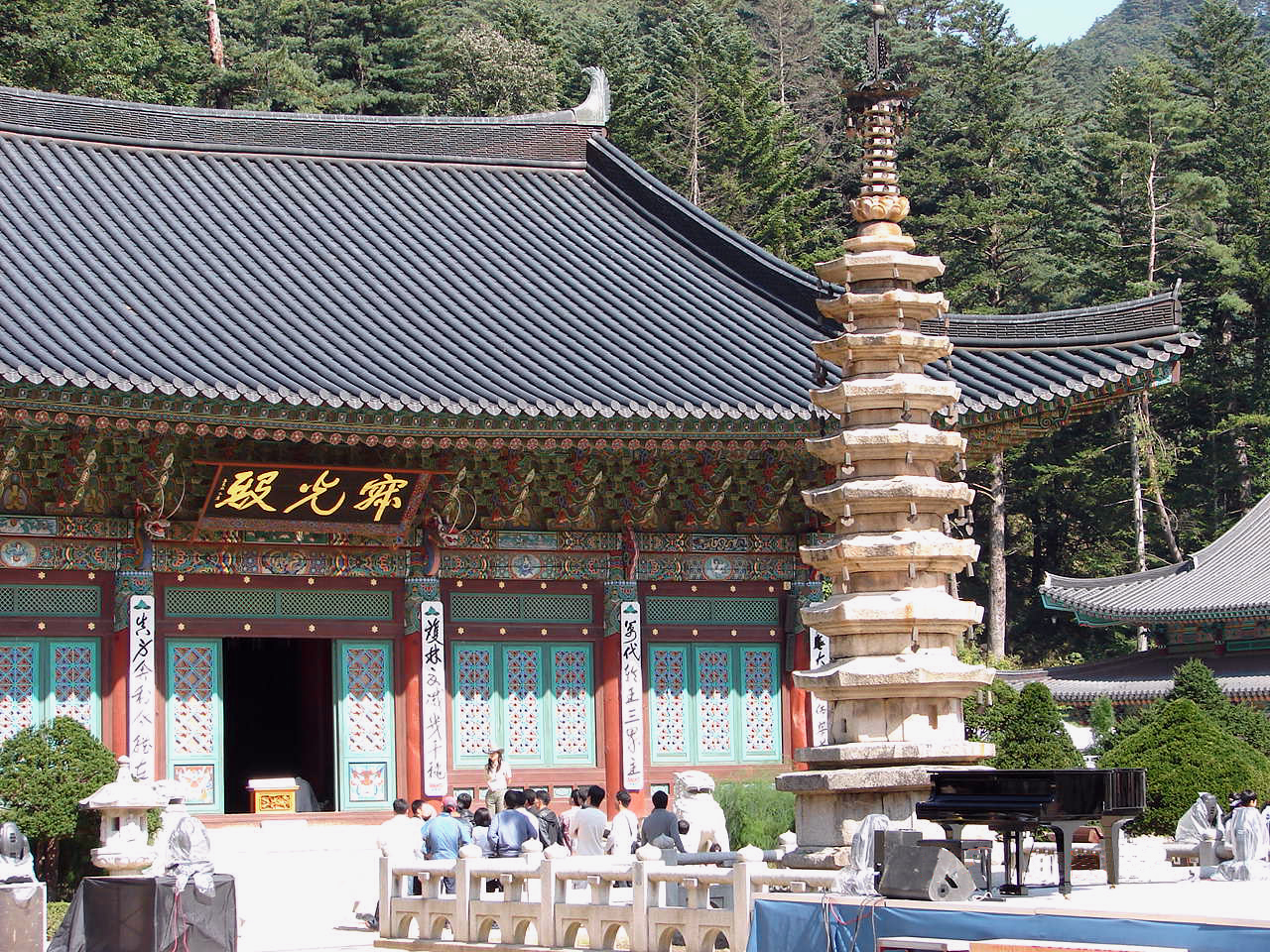
Stupa
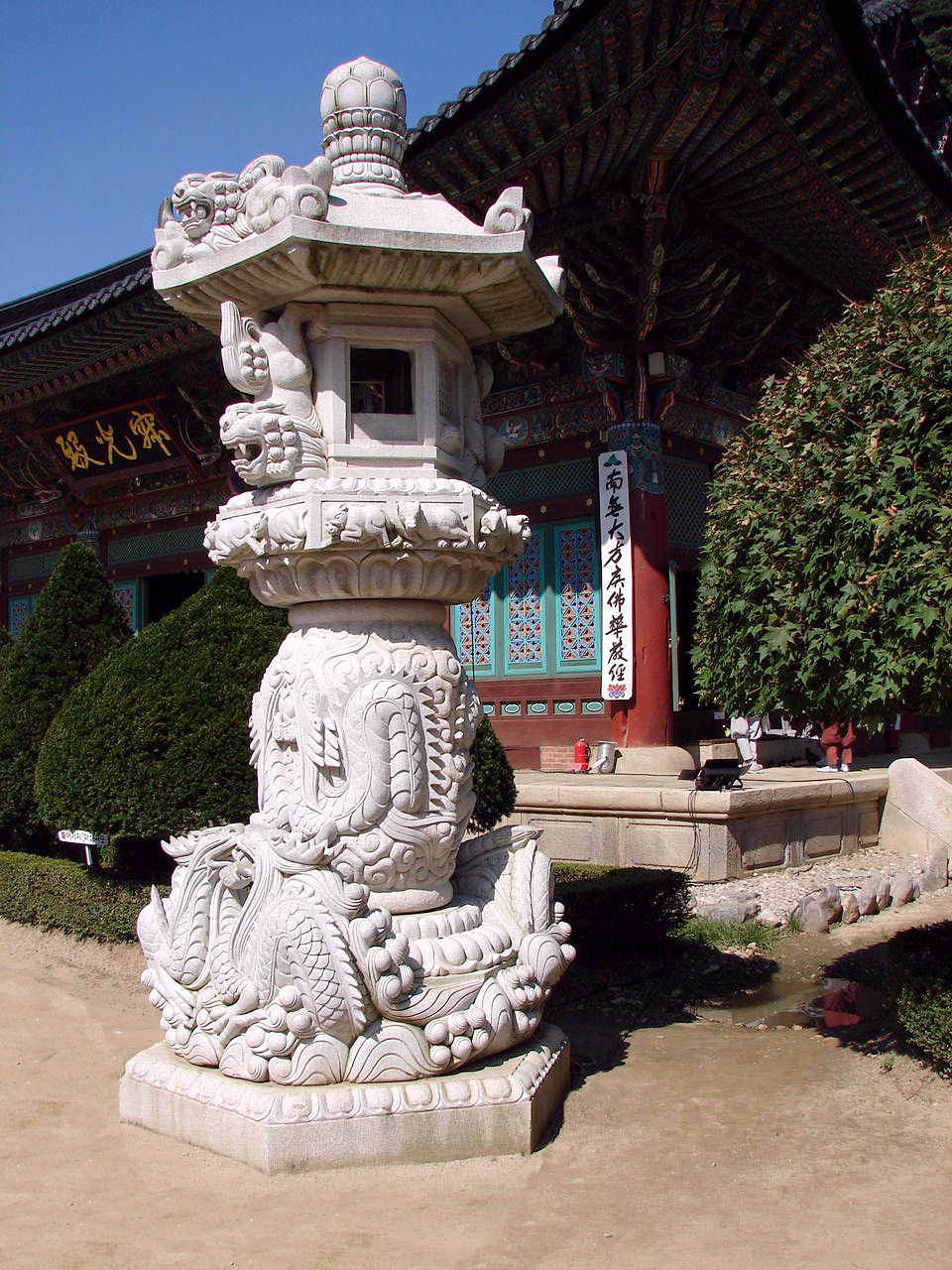
Kamienna latarnia
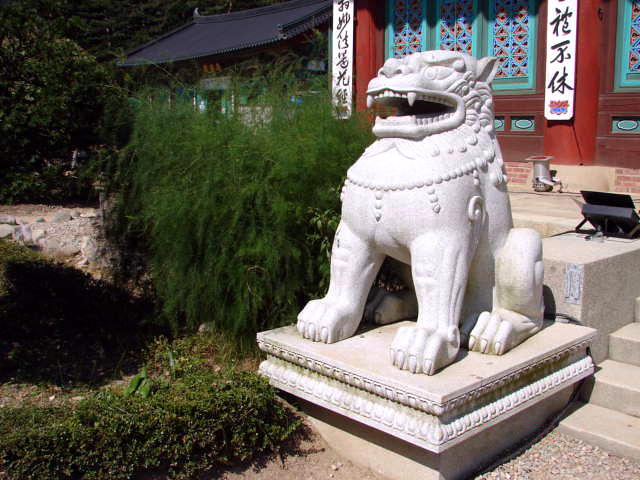
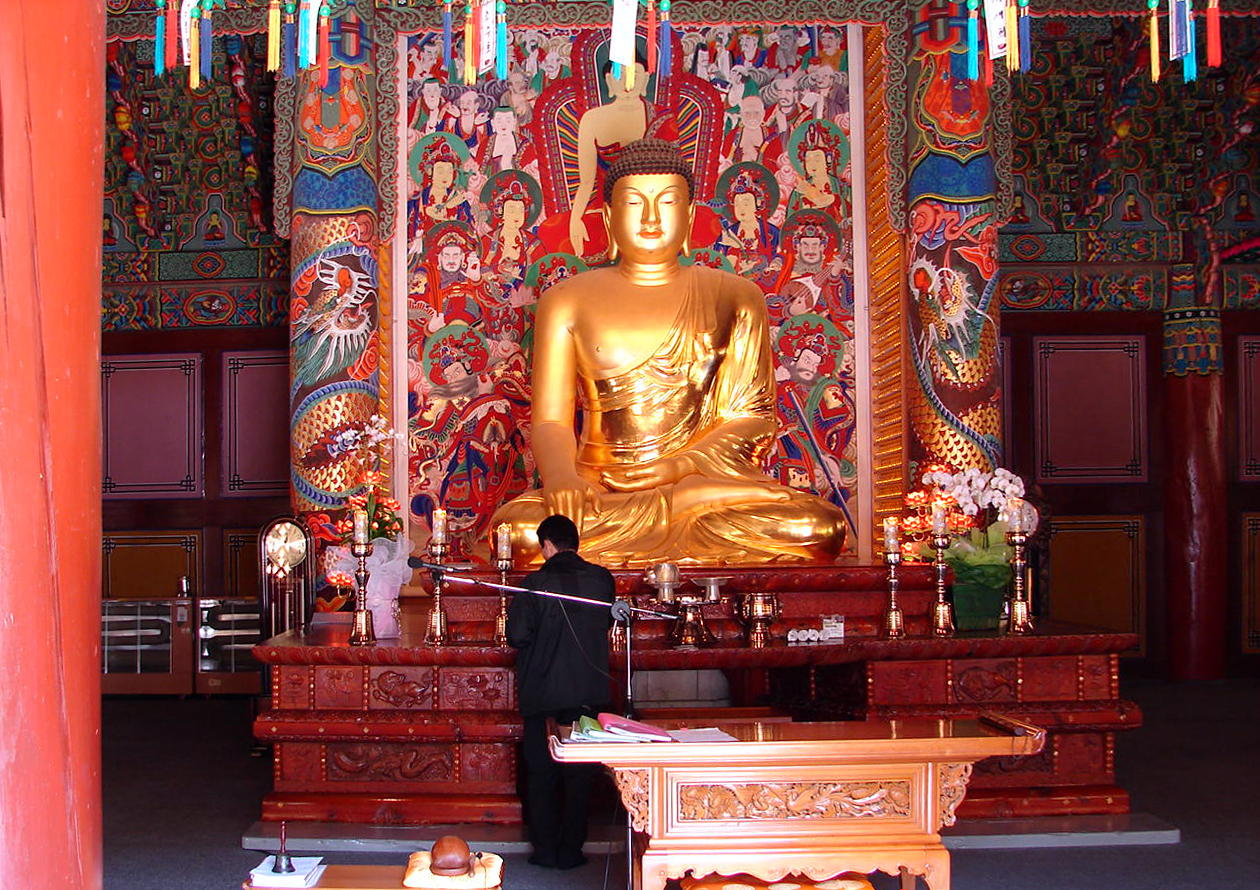
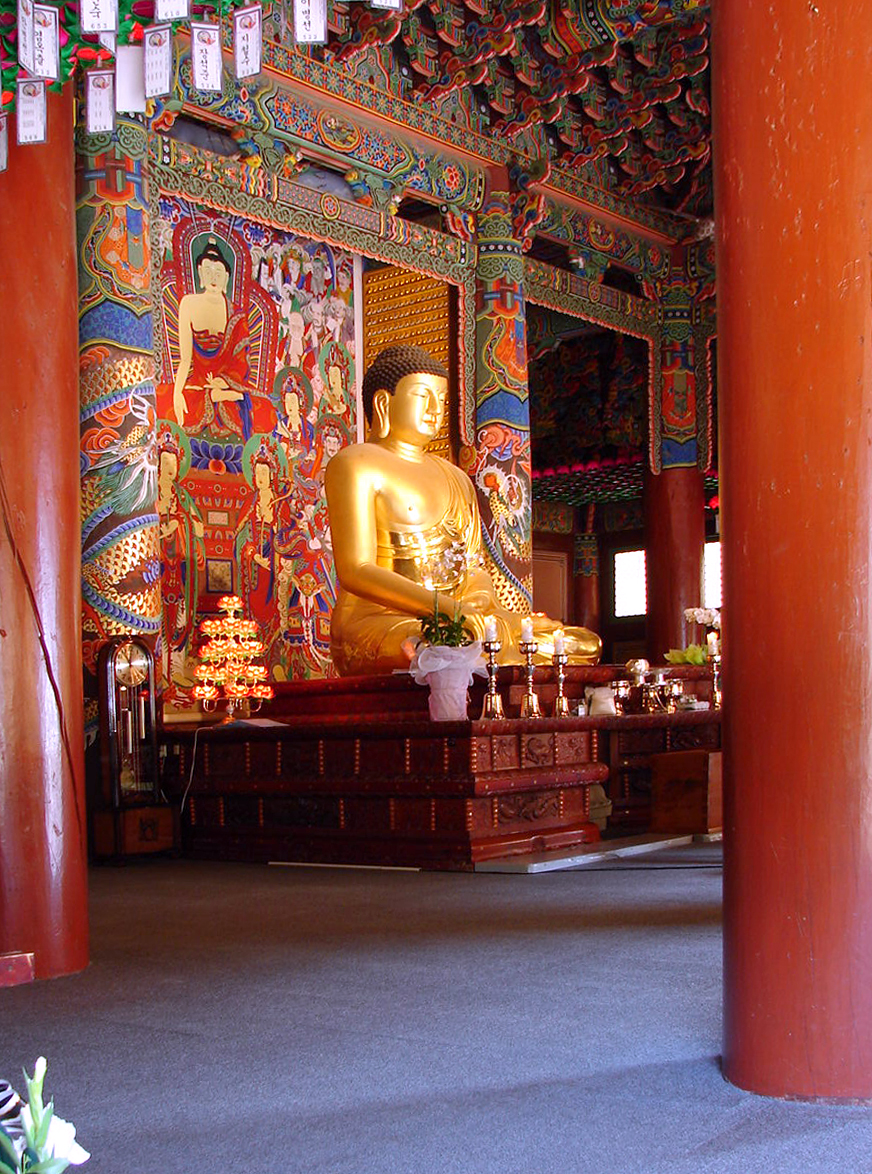
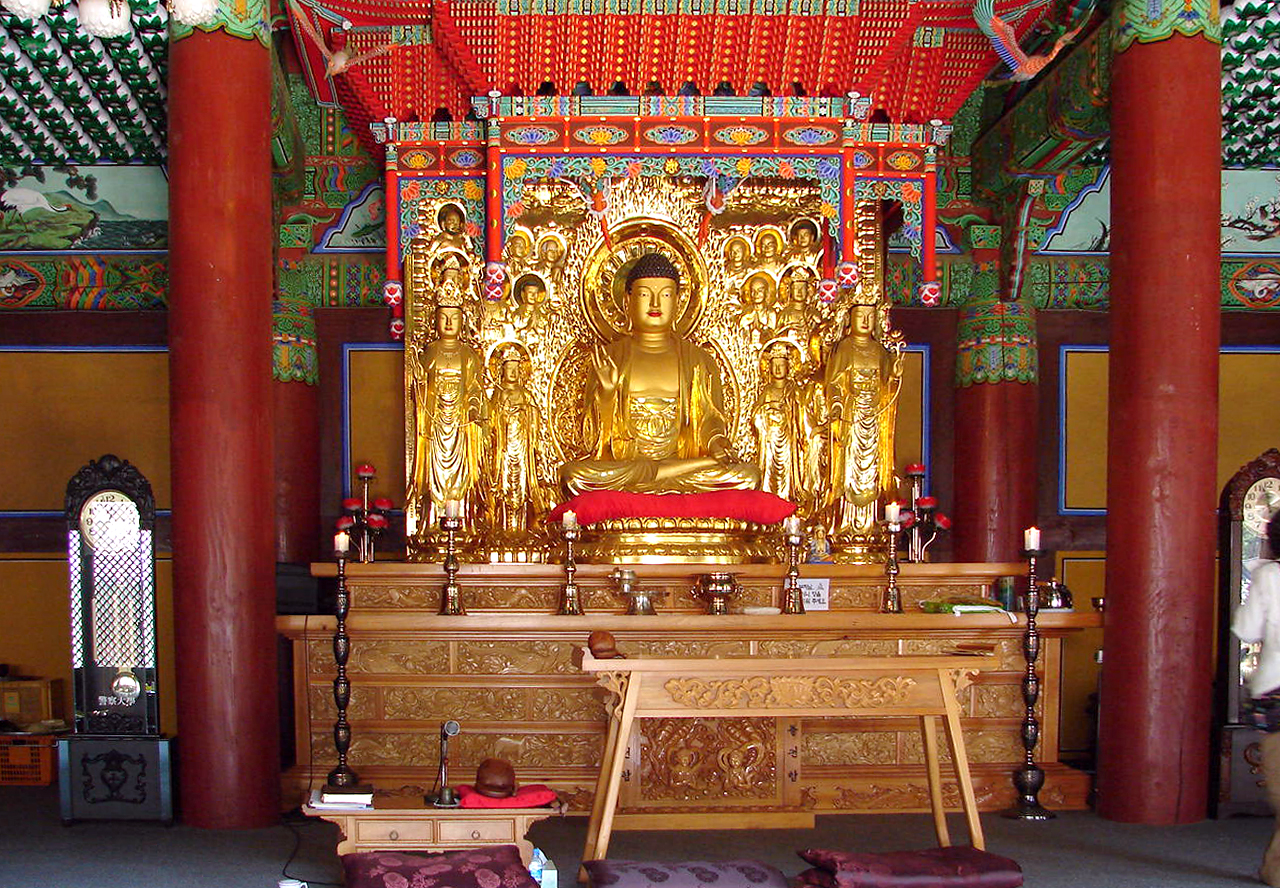
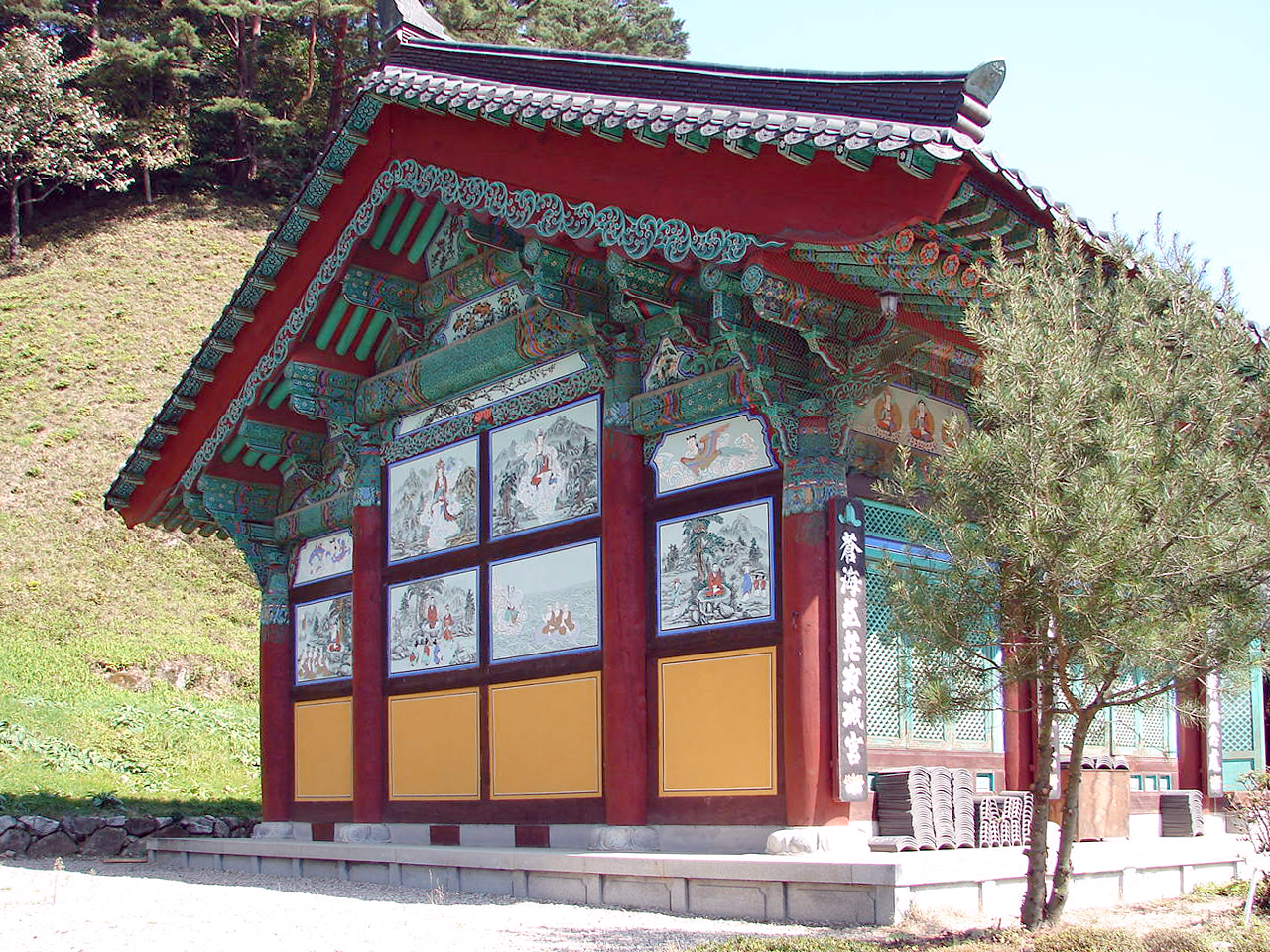
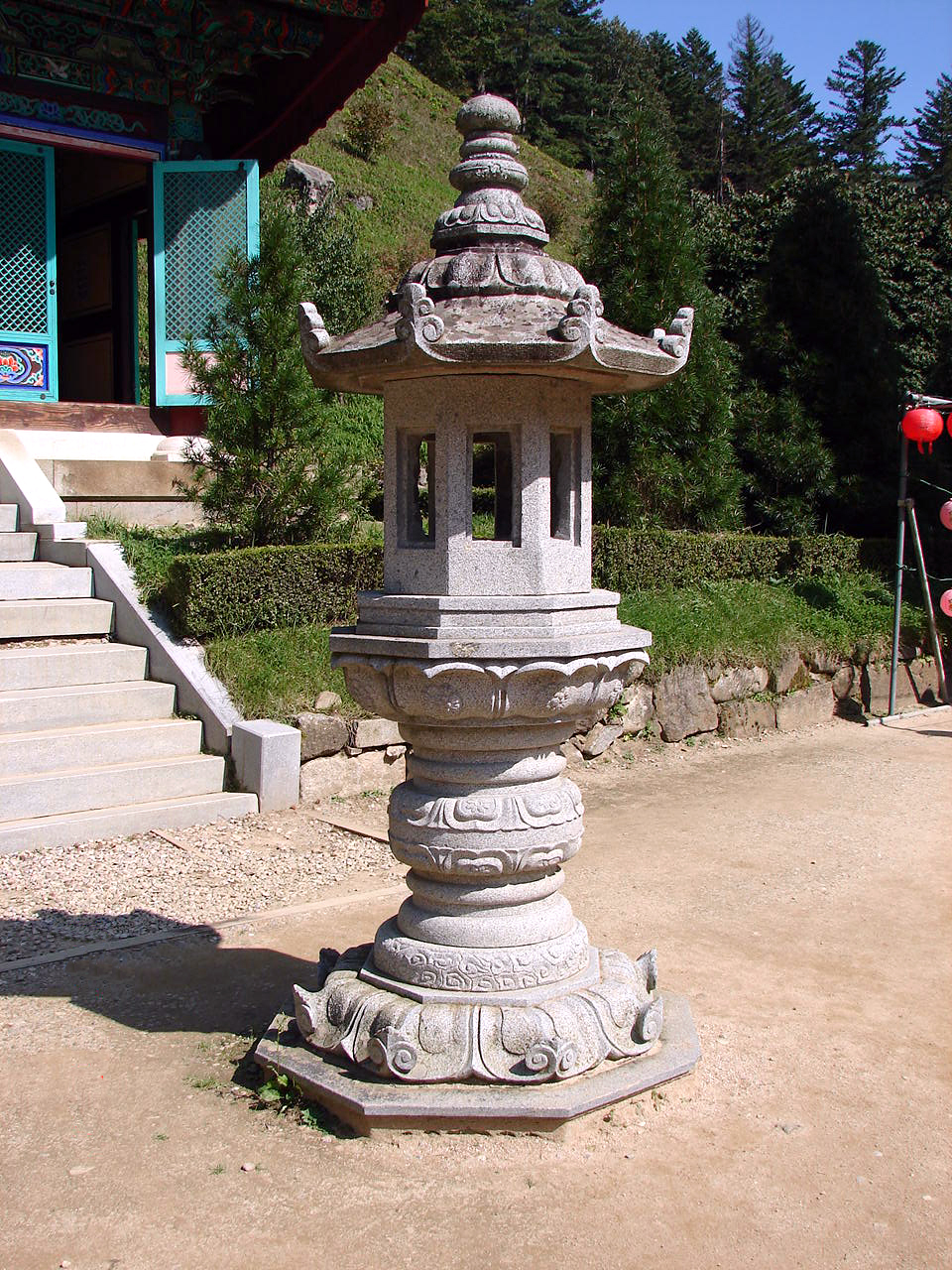
Latarnia
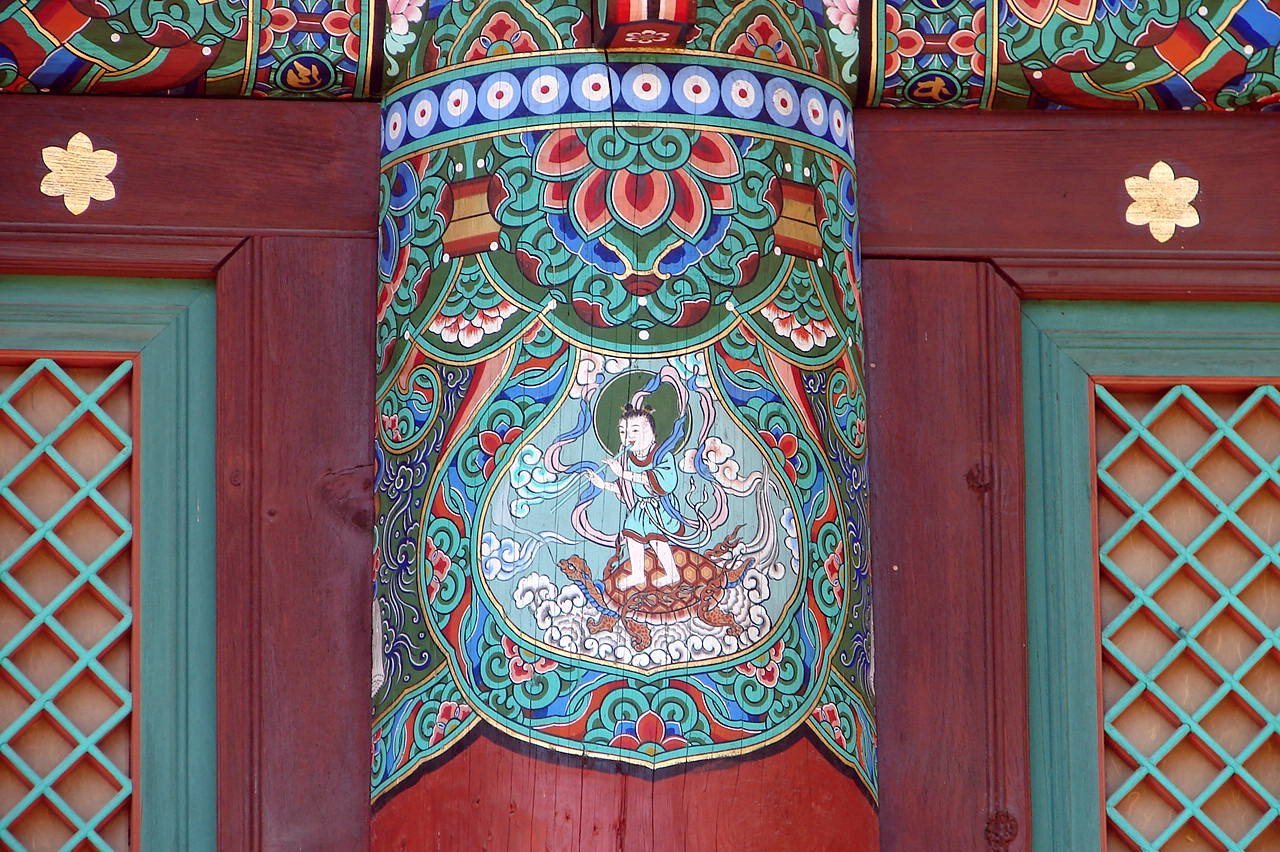